# 10030 Philkeenan
10030 Philkeenan eller 1981 QG är en asteroid i huvudbältet som upptäcktes den 30 augusti 1981 av den amerikanske astronomen Edward L.G. Bowell vid Anderson Mesa Station. Den är uppkallad efter Philip Keenan.
Asteroiden har en diameter på ungefär 11 kilometer.